# Hemicristellaria
Hemicristellaria es un género de foraminífero bentónico considerado un sinónimo posterior de Hemirobulina de la subfamilia Marginulininae, de la familia Vaginulinidae, de la superfamilia Nodosarioidea, del suborden Lagenina y del orden Lagenida. Su especie tipo era Cristellaria (Hemirobulina) procera. Su rango cronoestratigráfico abarcaba desde el Cretácico superior hasta la Actualidad.

## Discusión
Algunas clasificaciones incluyen Hemicristellaria en la Familia Marginulinidae.

## Clasificación
Hemicristellaria incluía a las siguientes especies:
- Hemicristellaria brantlyi
- Hemicristellaria corculum
- Hemicristellaria gemmata, aceptado como Planularia gemmata
- Hemicristellaria gotoensis
- Hemicristellaria grandis
- Hemicristellaria haboroensis
- Hemicristellaria hanzawai
- Hemicristellaria hatchetigbeensis
- Hemicristellaria karatsuensis
- Hemicristellaria okinoshimaensis
- Hemicristellaria polessica
- Hemicristellaria procera
- Hemicristellaria rancocasensis
- Hemicristellaria silicula
- Hemicristellaria sumutrica
- Hemicristellaria tosaensis
- Hemicristellaria tsushimaensis